# Winne-Podbukowina
Winne-Podbukowina est une localité polonaise de la gmina de Dubiecko, située dans le powiat de Przemyśl en voïvodie des Basses-Carpates.